# Villanueva de Tapia
Villanueva de Tapia ist eine Gemeinde (municipio) mit 1.396 Einwohnern (Stand: 2024) in der Provinz Málaga in der Autonomen Region Andalusien im Süden Spaniens. 

## Geographie
Der Ort liegt Nordwesten des Gebiets von Antequera, inmitten einer hügeligen Landschaft. Er grenzt an Archidona, Iznájar (Provinz Córdoba), Loja (Provinz Granada) und Villanueva de Algaidas. 

## Geschichte
Gemeinsam mit fünf weiteren Ortschaften in der Provinz, die den Namensbestandteil „Villanueva“ tragen, wurde Villanueva del Tapia im 18. Jahrhundert auf Initiative von Karl III. gegründet, um die Gebiete Andalusiens besser zu erschließen. Die Siedlung entstand unter der Herrschaft des Grafen von Tapia. Es gibt in dem Ort aber auch Spuren der Prähistorie.

## Bevölkerungsentwicklung
| 1842 | 1900  | 1950  | 1980  | 1990  | 2000  | 2010  | 2020  |
| ---- | ----- | ----- | ----- | ----- | ----- | ----- | ----- |
| 888  | 1.159 | 2.051 | 4.194 | 1.575 | 1.649 | 1.628 | 1.438 |

## Sehenswürdigkeiten
- Herberge Santa Bárbara